# Joel Eriksson
Joel Eriksson (Tomelilla, Suecia; 28 de junio de 1998) es un piloto de automovilismo sueco. En 2017 fue subcampeón de Fórmula 3 Europea con el equipo Motopark y en 2018 y 2019 fue piloto de BMW en Deutsche Tourenwagen Masters.

## Carrera deportiva

### Inicios

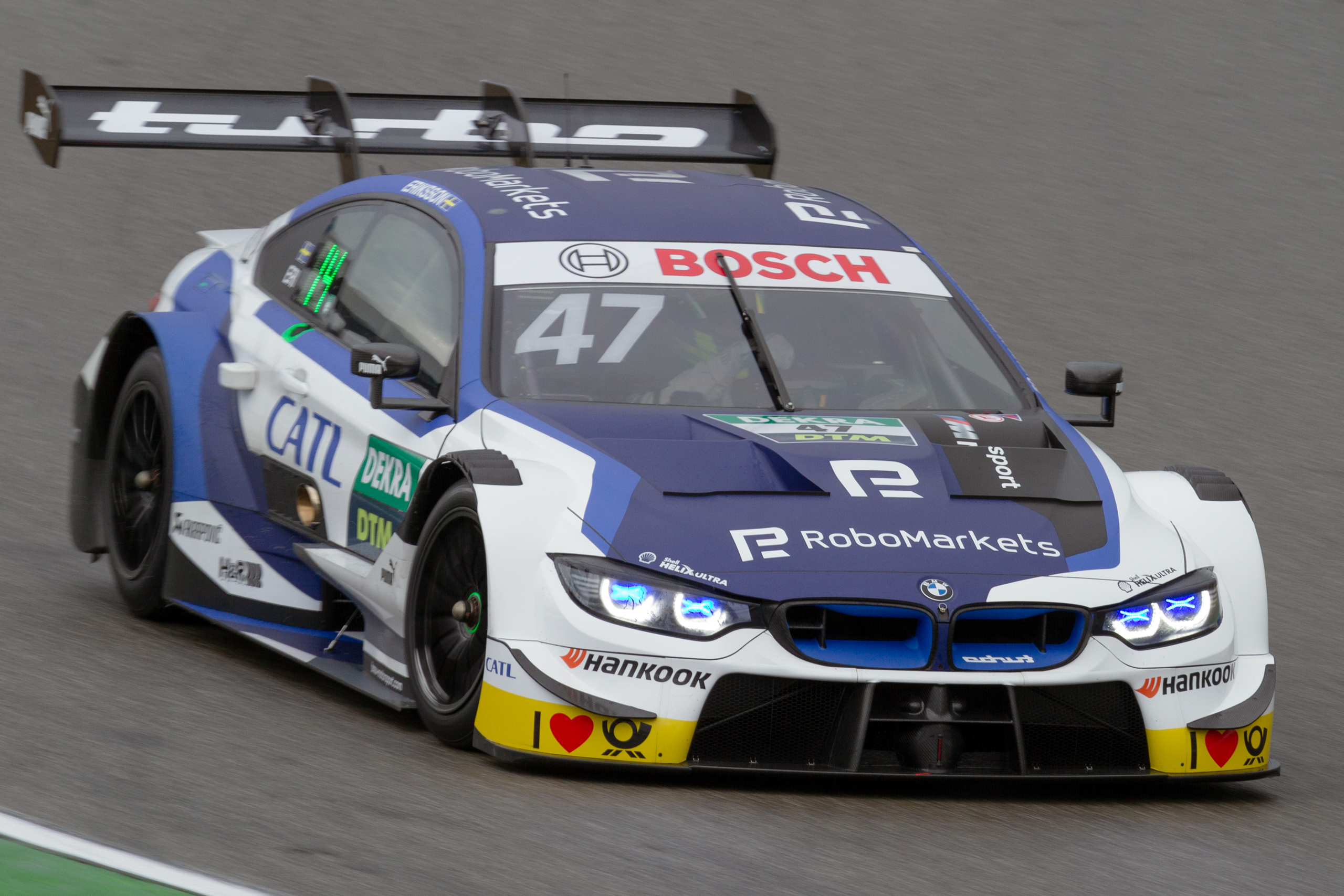
Joel Eriksson pilotando un BMW de DTM.

Comenzó su carrera deportiva en karts, desde 2007 hasta 2013. Luego de esto, llegó a la extinta ADAC Fórmula Masters, logrando una victoria en su temporada inicial con Motopark. Con 7 victorias en 10 podios, fue subcampeón al año siguiente de ADAC F4, detrás del local Marvin Dienst.
En 2016 debutó en el Campeonato Europeo de Fórmula 3 con el mismo equipo. Ganó la última carrera de Spa y logró una pole en Hockenheim. También se llevó el Masters de Fórmula 3 (Zandvoort). En la siguiente temporada de F3 Europea, el sueco luchó por el campeonato hasta la última fecha, y finalmente consiguió el subcampeonato a más de 50 puntos del ganador Lando Norris (Carlin), con siete carreras ganadas.

### DTM y GT3
Abandonó los monoplazas en 2018, para llegar al campeonato de DTM con el equipo RBM; de BMW. Estrenó su palmarés en turismos en Misano, con Mortara y Rast completando el podio. En la temporada siguiente, el sueco subió al podio en Zolder y Norisring. Tras dejar el DTM, Eriksson compitió en ADAC GT Masters en las dos siguientes temporadas, sin resultados destacados.
Luego de esto, ha competido en eventos de GT3 como las 24 Horas de Nürburgring o del Intercontinental GT Challenge.

### Fórmula E
Eriksson condujo un Fórmula E por primera vez a inicios de 2018, en una pruebas de novatos en Marrakech, junto a DS Virgin Racing.
En 2021, con la temporada ya iniciada, remplazó a Nico Müller en el equipo Dragon / Penske, logrando finalizar en puntos en una ocasión. Desde 2023 es piloto de reserva de Jaguar TCS Racing en este campeonato. En 2024, Eriksson tuvo la oportunidad de volver a competir, remplazando a Robin Frijns en Envision Racing en Berlín. Finalizó noveno en la carrera 2.

## Vida personal
Es hermano menor del también piloto Jimmy Eriksson, expiloto de GP3 y GP2, que ahora compite en GT.

## Resumen de carrera
| Temporada | Categoría                                 | Equipo                    | Carreras     | Victorias    | Poles        | VR           | Podios       | Puntos       | Pos.         |
| --------- | ----------------------------------------- | ------------------------- | ------------ | ------------ | ------------ | ------------ | ------------ | ------------ | ------------ |
| 2014      | ADAC Fórmula Masters                      | Lotus                     | 24           | 1            | 0            | 0            | 6            | 188          | 5.º          |
| 2015      | ADAC Fórmula 4                            | Motopark                  | 23           | 7            | 3            | 1            | 10           | 299          | 2.º          |
| 2015      | SMP Fórmula 4                             | Koiranen GP               | 3            | 0            | 0            | 0            | 1            | 30           | 12.º         |
| 2016      | Campeonato Europeo de Fórmula 3 de la FIA | Motopark                  | 30           | 1            | 1            | 2            | 10           | 252          | 5.º          |
| 2016      | Masters de Fórmula 3                      | Motopark                  | 1            | 1            | 1            | 0            | 1            | N/A          | 1.º          |
| 2016      | Gran Premio de Macao                      | Motopark                  | 1            | 0            | 0            | 0            | 0            | N/A          | DNF          |
| 2017      | Campeonato Europeo de Fórmula 3 de la FIA | Motopark                  | 30           | 7            | 5            | 4            | 14           | 388          | 2.º          |
| 2018      | Deutsche Tourenwagen Masters              | BMW Team RBM              | 20           | 1            | 0            | 0            | 1            | 72           | 14.º         |
| 2018      | International GT Open                     | Senkyr Motorsport         | 2            | 0            | 0            | 0            | 1            | 20           | 21.º         |
| 2018      | Gran Premio de Macao                      | Motopark                  | 1            | 0            | 0            | 0            | 1            | N/A          | 2.º          |
| 2019      | Deutsche Tourenwagen Masters              | BMW Team RBM              | 17           | 0            | 0            | 0            | 2            | 61           | 11.º         |
| 2019      | Copa Mundial de GT de la FIA              | FIST-Team AAI             | 1            | 0            | 0            | 0            | 0            | N/A          | 7.º          |
| 2019-20   | Asian Le Mans Series - GT                 | FIST-Team AAI             | 1            | 0            | 0            | 0            | 0            | 0            | 18.º         |
| 2020      | ADAC GT Masters                           | Schubert Motorsport       | 13           | 0            | 0            | 0            | 0            | 8            | 37.º         |
| 2020-21   | Fórmula E                                 | Dragon / Penske Autosport | 8            | 0            | 0            | 0            | 0            | 1            | 25.º         |
| 2021      | ADAC GT Masters                           | KÜS Team Bernhard         | 8            | 0            | 0            | 0            | 1            | 57           | 17.º         |
| 2022      | Campeonato Británico de GT - GT3          | Century Motorsport        | 3            | 0            | 0            | 0            | 0            | 0            | 33.º         |
| 2023      | Nürburgring Langstrecken-Serie - SP9      | Falken Motorsports        | 3            | 1            | 0            | 2            | 1            | 0            | NC           |
| 2023      | 24 Horas de Nürburgring - SP9             | Falken Motorsports        |              |              |              |              |              |              | 10.º         |
| 2023-24   | Fórmula E                                 | Envision Racing           | 2            | 0            | 0            | 0            | 0            | 2            | 24.º         |
| 2024      | Nürburgring Langstrecken-Serie - SP9      | Falken Motorsports        | 3            | 1            | 0            | 0            | 2            | 17           | 10.º         |
| 2024      | 24 Horas de Nürburgring - SP9             | Falken Motorsports        |              |              |              |              |              |              | 10.º         |
| 2024      | Intercontinental GT Challenge             | Phantom Global Racing     | 2            | 0            | 0            | 1            | 1            | 21           | 12.º         |
| 2024      | Intercontinental GT Challenge             | Falken Motorsports        | 1            | 0            | 0            | 0            | 0            | 21           | 12.º         |
| 2024      | GT World Challenge Asia                   | Phantom Global Racing     | 2            | 0            | 0            | ?            | 0            | 24           | 24.º         |
| 2024      | GT World Challenge Asia                   | AAS Phantom Global Racing | 8            | 0            | 0            | ?            | 0            | 24           | 24.º         |
| 2024      | GT World Challenge Europe Endurance Cup   | Phantom Global Racing     | Disputándose | Disputándose | Disputándose | Disputándose | Disputándose | Disputándose | Disputándose |
| Fuente:   |                                           |                           |              |              |              |              |              |              |              |

## Resultados

### Campeonato Europeo de Fórmula 3 de la FIA
(Clave) (negrita indica pole position) (cursiva indica vuelta rápida)

| Año     | Equipo   | 1       | 2       | 3       | 4       | 5         | 6       | 7        | 8         | 9       | 10       | 11       | 12      | 13        | 14       | 15        | 16       | 17       | 18      | 19       | 20       | 21       | 22       | 23      | 24      | 25      | 26      | 27      | 28      | 29      | 30      | Pos. | Puntos |
| ------- | -------- | ------- | ------- | ------- | ------- | --------- | ------- | -------- | --------- | ------- | -------- | -------- | ------- | --------- | -------- | --------- | -------- | -------- | ------- | -------- | -------- | -------- | -------- | ------- | ------- | ------- | ------- | ------- | ------- | ------- | ------- | ---- | ------ |
| 2016    | Motopark | LEC 1 6 | LEC 2 9 | LEC 3   | HUN 1 3 | HUN 2 Ret | HUN 3 2 | PAU 1 14 | PAU 2 9   | PAU 3 6 | RBR 1 17 | RBR 2 14 | RBR 3 6 | NOR 1 Ret | NOR 2 5  | NOR 3 Ret | ZAN 1 12 | ZAN 2 10 | ZAN 3 7 | SPA 1 14 | SPA 2    | SPA 3 1  | NÜR 1 7  | NÜR 2 3 | NÜR 3 6 | IMO 1 3 | IMO 2   | IMO 3 5 | HOC 1 6 | HOC 2   | HOC 3 2 | 5°   | 252    |
| 2017    | Motopark | SIL 1 4 | SIL 2 1 | SIL 3 2 | MNZ 1 4 | MNZ 2 1   | MNZ 3 4 | PAU 1    | PAU 2 Ret | PAU 3 5 | HUN 1 10 | HUN 2    | HUN 3 1 | NOR 1 4   | NOR 2 10 | NOR 3 7   | SPA 1 14 | SPA 2    | SPA 3 1 | ZAN 1 2  | ZAN 2 12 | ZAN 3 12 | NÜR 1 10 | NÜR 2 9 | NÜR 3 8 | RBR 1 2 | RBR 2 1 | RBR 3 1 | HOC 1   | HOC 2 4 | HOC 3 2 | 2°   | 388    |
| Fuente: |          |         |         |         |         |           |         |          |           |         |          |          |         |           |          |           |          |          |         |          |          |          |          |         |         |         |         |         |         |         |         |      |        |

### Deutsche Tourenwagen Masters
(Clave) (negrita indica pole position) (cursiva indica vuelta rápida)

| Año     | Equipo       | Automóvil        | 1        | 2        | 3        | 4        | 5         | 6       | 7       | 8        | 9        | 10       | 11        | 12        | 13       | 14       | 15       | 16       | 17       | 18      | 19       | 20      | Pos. | Puntos |
| ------- | ------------ | ---------------- | -------- | -------- | -------- | -------- | --------- | ------- | ------- | -------- | -------- | -------- | --------- | --------- | -------- | -------- | -------- | -------- | -------- | ------- | -------- | ------- | ---- | ------ |
| 2018    | BMW Team RBM | BMW M4 DTM       | HOC 1 12 | HOC 2 4  | LAU 1 12 | LAU 2 9  | HUN 1 17  | HUN 2 6 | NOR 1 9 | NOR 2 12 | ZAN 1 9  | ZAN 2 11 | BRH 1 14  | BRH 2 13  | MIS 1 12 | MIS 2 1  | NÜR 1 12 | NÜR 2 6  | SPL 1 15 | SPL 2 5 | HOC 1 15 | HOC 2 9 | 14.º | 72     |
| 2019    | BMW Team RBM | BMW M4 Turbo DTM | HOC 1 13 | HOC 2 10 | ZOL 1 2  | ZOL 2 10 | MIS 1 Ret | MIS 2 6 | NOR 1 3 | NOR 2 13 | ASS 1 16 | ASS 2 16 | BRH 1 DNS | BRH 2 Ret | LAU 1 8  | LAU 2 13 | NÜR 1 8  | NÜR 2 11 | HOC 1 10 | HOC 2 6 |          |         | 11.º | 61     |
| Fuente: |              |                  |          |          |          |          |           |         |         |          |          |          |           |           |          |          |          |          |          |         |          |         |      |        |

### Fórmula E
(Clave) (negrita indica pole position) (cursiva indica vuelta rápida puntuable)
| Año     | Escudería                  | 1   | 1   | 2   | 2   | 3   | 3   | 4   | 5   | 5   | 6   | 6   | 7   | 7   | 8   | 8   | 9   | 9   | Pos. | Puntos | Ref.   |
| ------- | -------------------------- | --- | --- | --- | --- | --- | --- | --- | --- | --- | --- | --- | --- | --- | --- | --- | --- | --- | ---- | ------ | ------ |
| 2020-21 | Dragon / Penske Motorsport | DIR | DIR | ROM | ROM | VAL | VAL | MON | PUE | PUE | NYC | NYC | LON | LON | BER | BER |     |     | 25.º | 1      | [ 12 ] |
| 2020-21 | Dragon / Penske Motorsport |     |     |     |     |     |     |     | 17  | 15  | 17  | 22  | 16  | 16  | 10  | 16  |     |     | 25.º | 1      | [ 12 ] |
| 2023-24 | Envision Racing            | MEX | MEX | DIR | DIR | SÃO | TOK | MIS | MIS | MON | BER | BER | SHA | SHA | PRT | PRT | LON | LON | 24.º | 2      | [ 13 ] |
| 2023-24 | Envision Racing            |     |     |     |     |     |     |     |     |     | Ret | 9   |     |     |     |     |     |     | 24.º | 2      | [ 13 ] |